# Get Over Yourself
Get Over Yourself, o anche conosciuto come Get Over Yourself (Goodbye) è un brano musicale del gruppo pop statunitense Eden's Crush. Esso ha anticipato l'uscita del loro primo ed ultimo album Popstars. Il singolo è entrato in Top10 negli USA e si è piazzato alla posizione 1 in Canada. Di esso ne è stato girato anche un videoclip.

## Classifiche
| Classifica (2011) | Posizione massima |
| ----------------- | ----------------- |
| Canada            | 1                 |
| Stati Uniti       | 8                 |

1. ↑   billboard.com,  https://www.billboard.com/charts/hot-100#/song/nicole-scherzinger-featuring-50-cent/right-there/25408878.
2. ↑   billboard.com,  https://www.billboard.com/#/charts/hot-100?begin=61&order=position.